# Дворец Зейналабдина Тагиева
Дворец Зейналабдина Тагиева в Баку (улица Тагиева 4 — бывшая улица Горькоговская 6), ранее принадлежавшая бакинскому миллионеру Зейналабдину Тагиеву, сейчас в здании дворца находится Национальный музей истории Азербайджана.
Здание было построено в 1893—1902 гражданским инженером Юзефом Гославским. Дворец был подарком Тагиева для его жены Соны ханым. Здание занимает целую четверть в центральной части города и имеет древнюю структуру планирования. Симметричный фасад был построен в стиле итальянского ренессанса. Во время строительства дворца использовались различные архитектурные стили.

## История

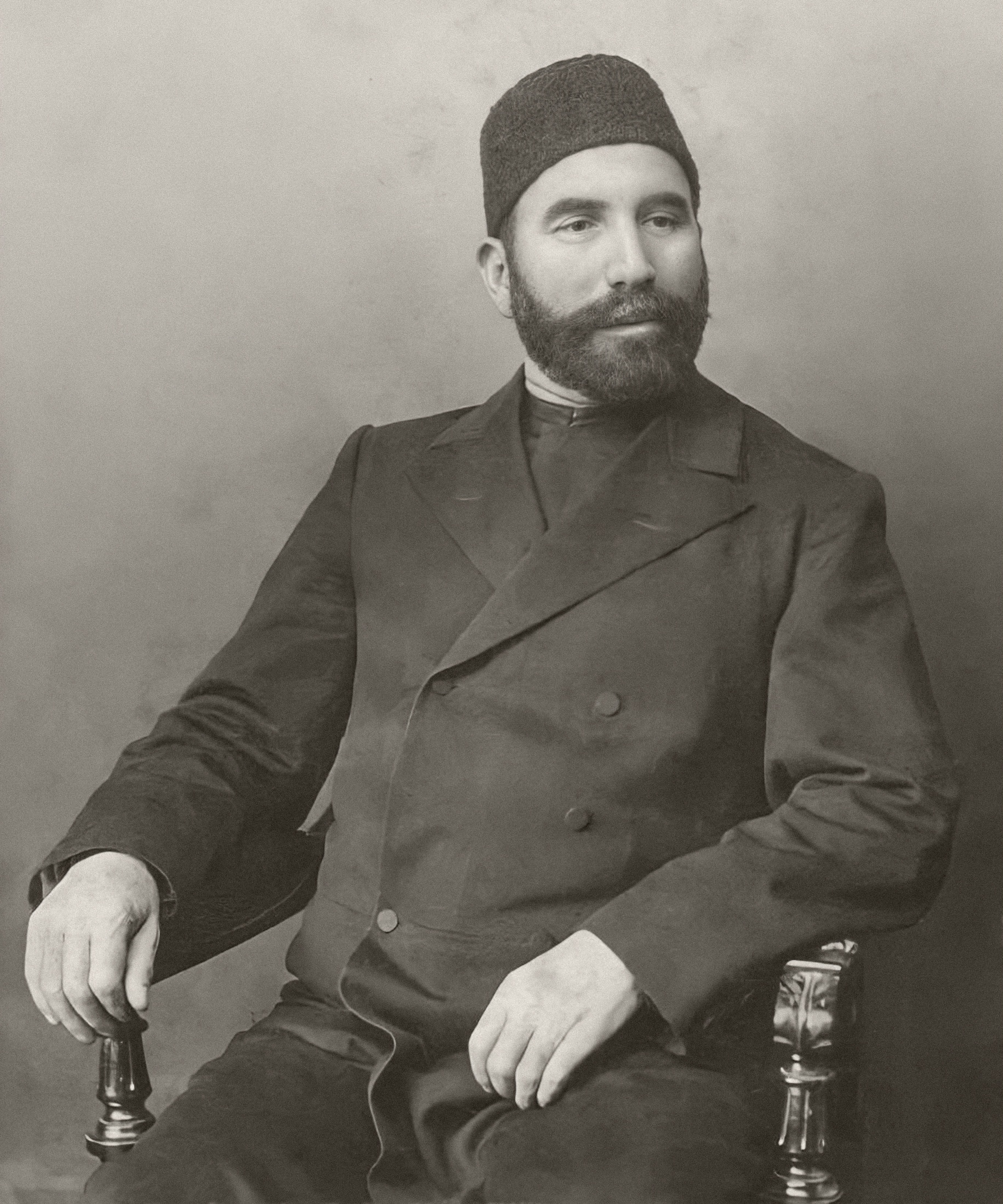
Гаджи Зейналабдин Тагиев

Тагиев был заказчиком архитектурных работ Гославского. Примерами этих работ являются дворец Тагиева, мусульманская школа девочек, вилла Тагиева в Мардакане, здание текстильной фабрики Тагиева на Кавказе. Гославский также принимал участие в проектировании жилого дома, построенного на углу улицы Зарифы Алиевой (бывшая улица Меркурьева), где был построен Тагиевский театр. Таким образом, в Баку в одном из центральных районов появился небольшой комплекс, состоящий из работ архитектора.
Строительство, судя по датам, высеченным на самом доме, были начаты в 1895 году. Из России и Западной Европы были привезены строительные материалы, используемые для строительства, а также оборудование, мебель, люстры и интерьер, а также приглашены иностранные ремесленники и художники. При строительстве дворца Тагиева 270 человек работали инженерами, архитекторами, плотниками и другими мастерами. Закончено строительство было в 1901 году.
Все оборудование внутри дворца было импортировано из России, Франции, Америки, Германии. В доме были установлены системы отопления и охлаждения. Столбы дворца украшены алмазными и цветными зеркальными бутылками, а пол был покрыт естественными берёзовыми досками из России. Из Германии привезли мебель из Америки, картины и шторы. На строительство здания было потрачено всего 1,2 млн рублей (без импорта мебели и оборудования из-за рубежа):
Зейнал-бек Селимханов рассказывал, что по вечерам в кабинете Гаджи собирались родные и близкие, именитые люди города. Они вели неторопливые беседы, обменивались новостями, читали газеты, журналы, книги.Здесь звучала арабская, персидская, турецкая речь, со вниманием просматривали русскую печать, газеты на французском, английском, немецком языках. Гаджи Зейналабдин был чрезвычайно любознательный и жадный до знаний человек. Во все, до малейших мелочей, он вникал сам, головотяпства, дилетанства не терпел ни в одном деле. Он всегда жалел, что в юности ему не довелось выучиться, получить образования. Может, потому он так поощрял молодежь, стремившуюся к знаниям, потому так опекал гимназистов, семинаристов, студентов - независимо от национальности и вероисповедания.

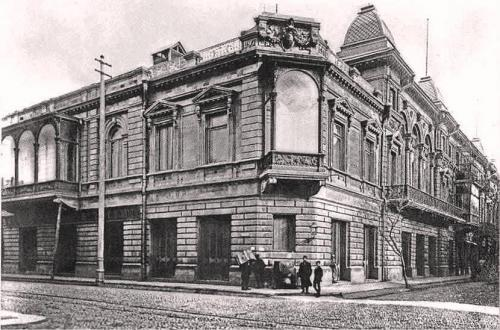
Дворец Тагиева в начале XX века

Первая часть сооружения по завершении строительства была сдана Волжско-Камскому банку.
В апреле 1920 года большевики, захватившие власть в Азербайджане, конфисковали дворец Тагиева. Начиная с 1921 года здесь находится Музей истории Азербайджана.
В 1941—1954 годах Музей истории был переведён в дворец Ширваншахов. В 1954 году второй этаж здания был возвращён в Исторический музей. На первом этаже был помещён архив технических и медицинских документов. Вся собственность Тагиева была передана в Азербайджанский исторический музей. Дворец Тагиева был реконструирован несколько раз.

## Интерьер
Дворец имеет четыре фасада. Все фасады выходили на такие улицы, как Барятинская, Старая Полицейская, Меркурьевская, Горчаковская. При сооружении дворца архитектором Гославским был использован европейский стиль «ордер».
Двери во дворце сделаны из лимонного дерева, а обои — из натуральной кожи. 6 пород деревьев были использованы для создания паркета дворца. Зеркала заказывались во Франции, оконные стёкла — в Венеции. Дворец состоит из 9 комнат: рабочего кабинета Тагиева, Восточного зала, библиотеки, бильярдной, столовой, справочной, будуара Соны ханум Тагиевой, спальни, уборной комнаты. Восточный зал отличается своей красотой и великолепием. Здесь установлены резные столы и стулья с восточным орнаментом, рояль, кресла и пр. На оконных стёклах величиной в рост человека арабскими буквами написаны имя и фамилия Гаджи Зейналабдина Тагиева. В библиотеке размещены комплект мягкой мебели с шёлковыми сиденьями, два деревянных стола, стулья, кресла и книжные шкафы. В книжных шкафах хранятся сборники законов Российской империи.
В рабочем кабинете мецената находится его портрет, который был написан в 1912 году.
Для украшения Восточного зала было использовано около 8-9 кг сусального золота, 4 кг из которых были предназначены для расписки потолков.

## Галерея

Вид дворца
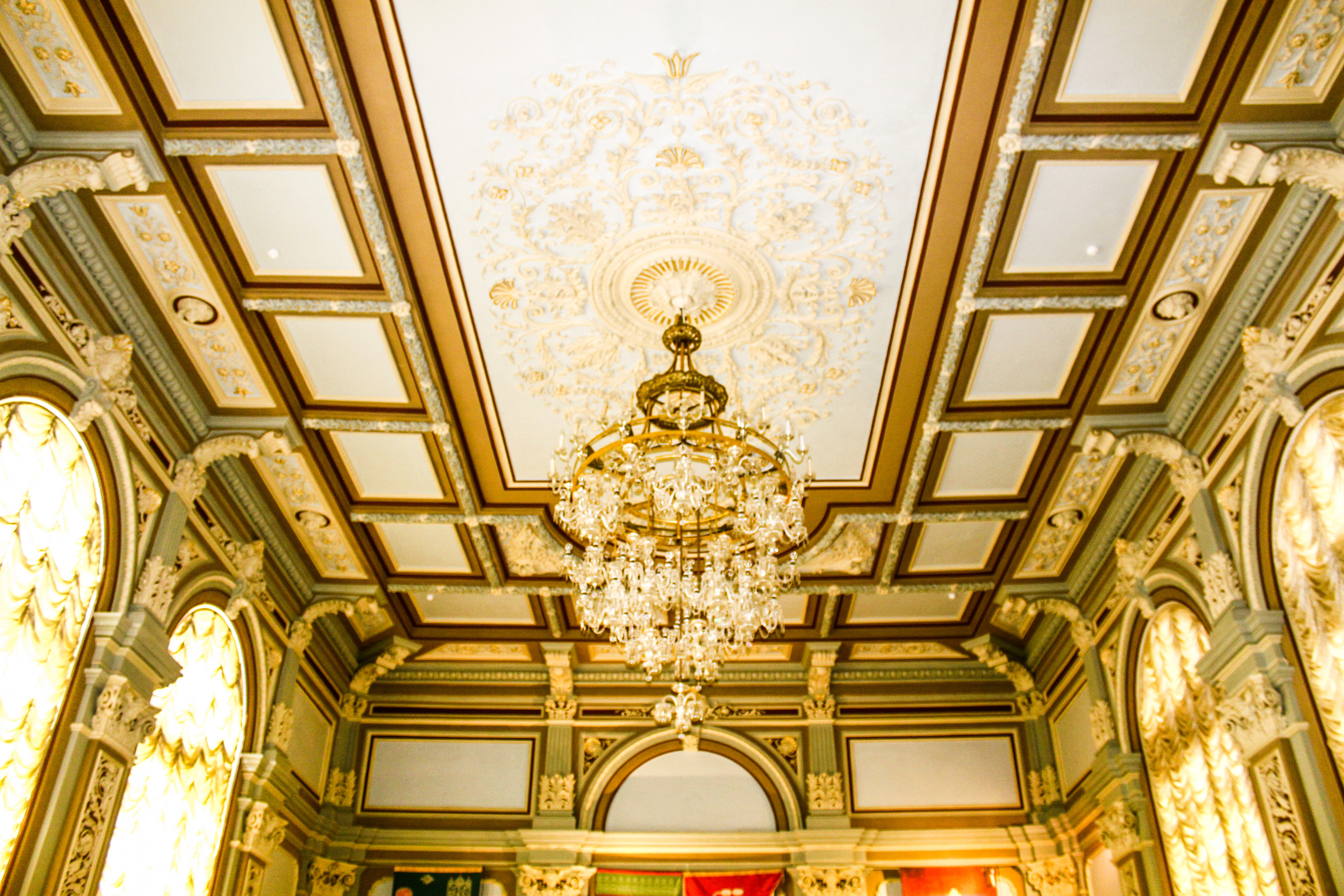
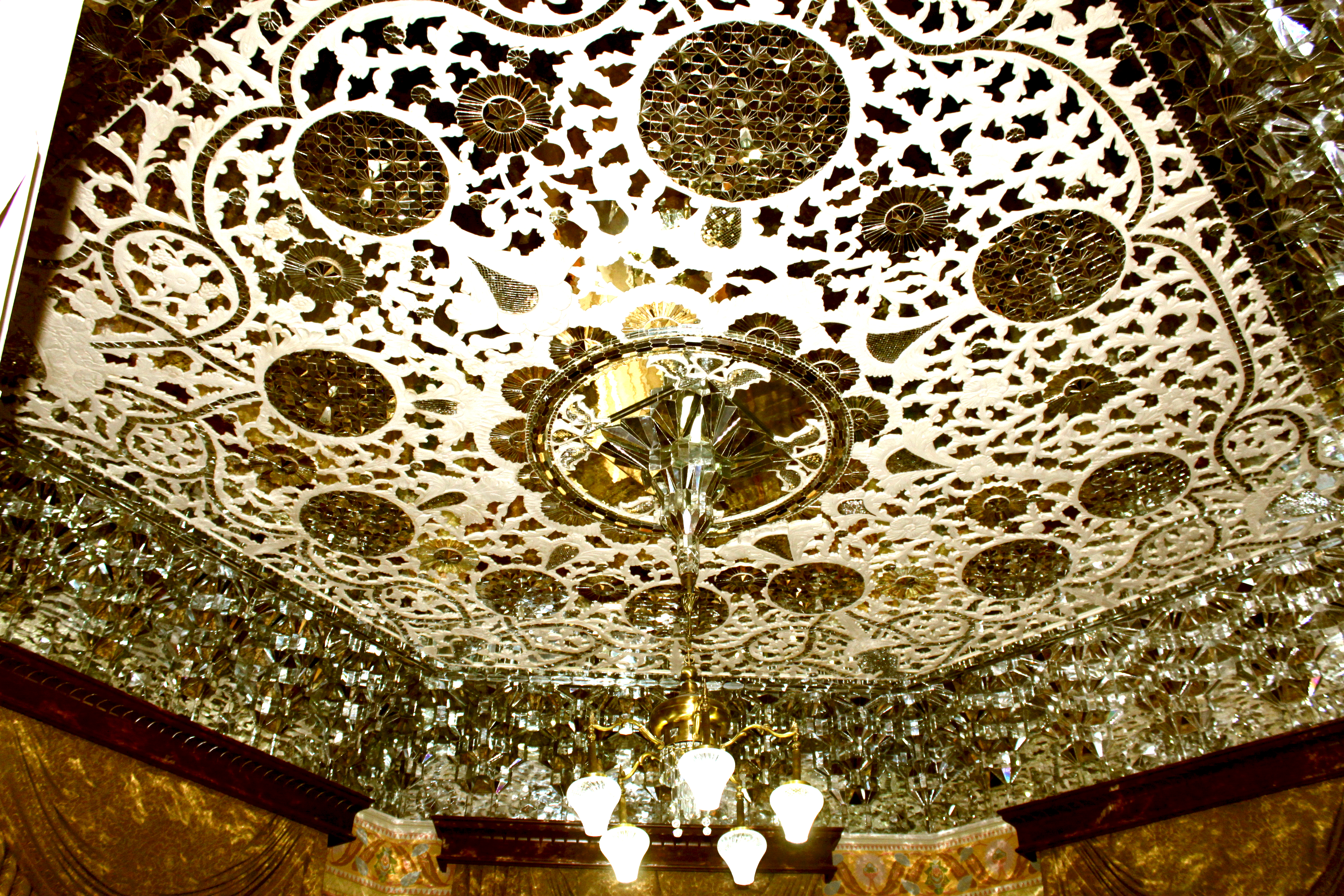
Зеркальный потолок в будуаре
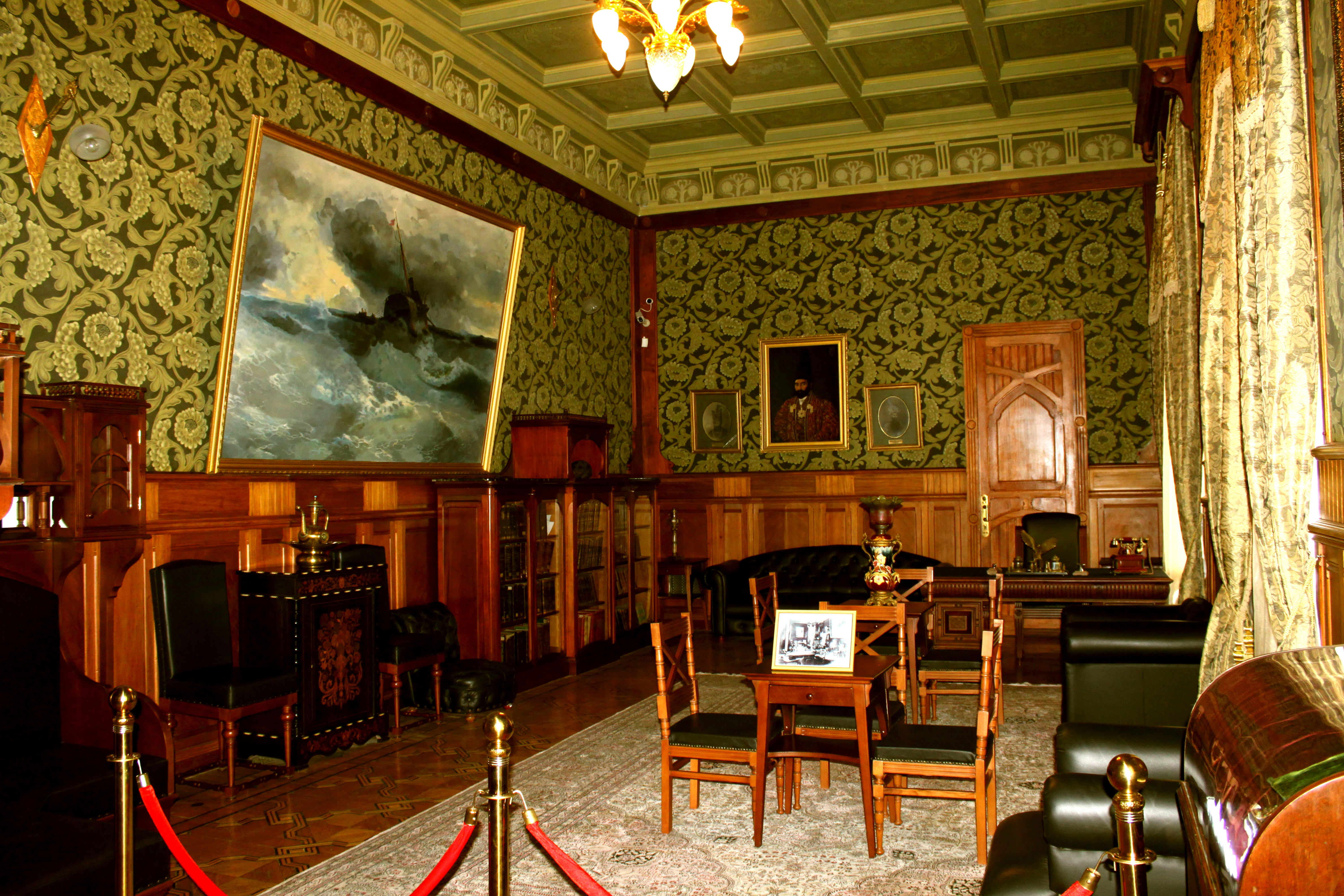
Кабинет Тагиева
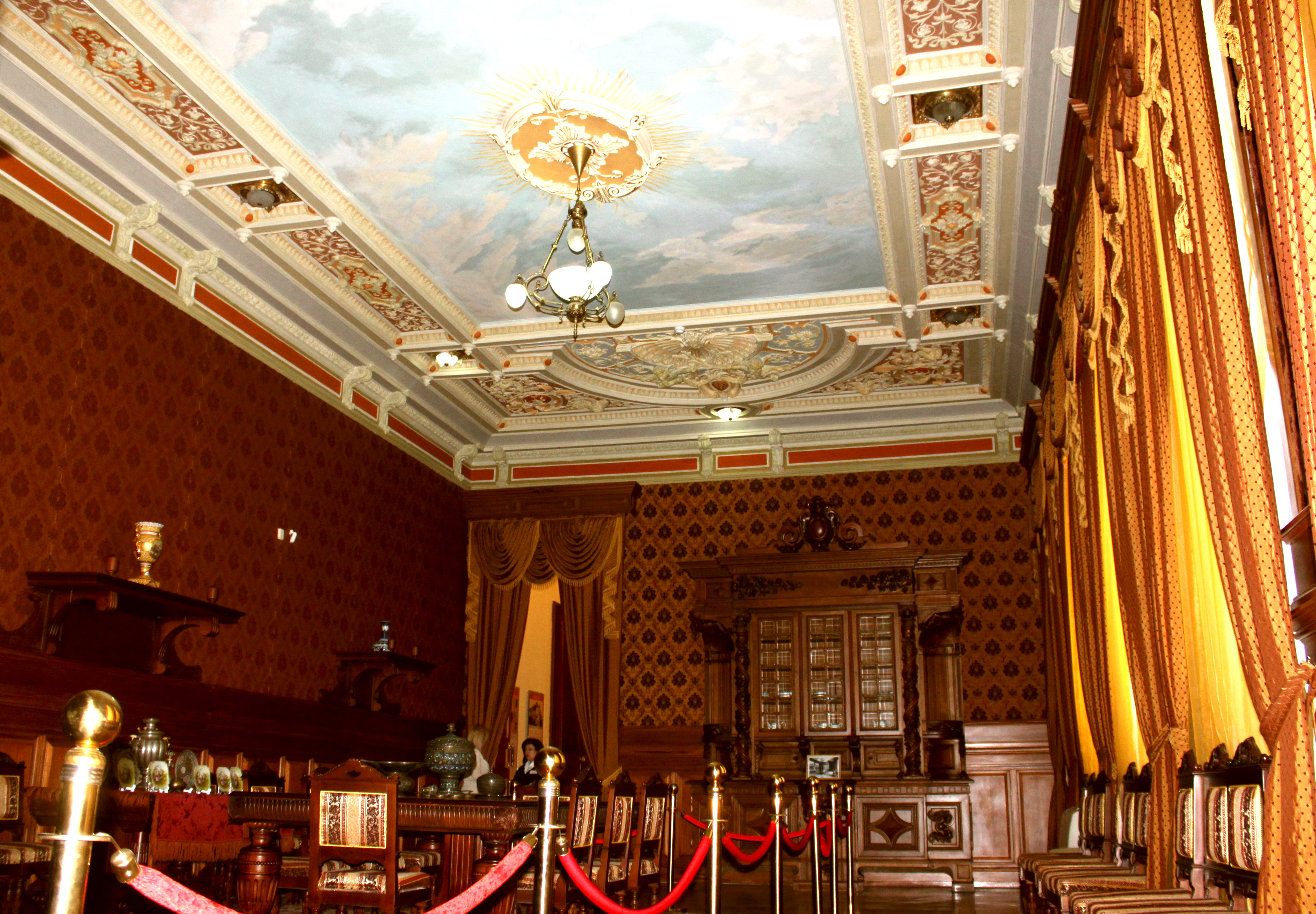
Гостиная
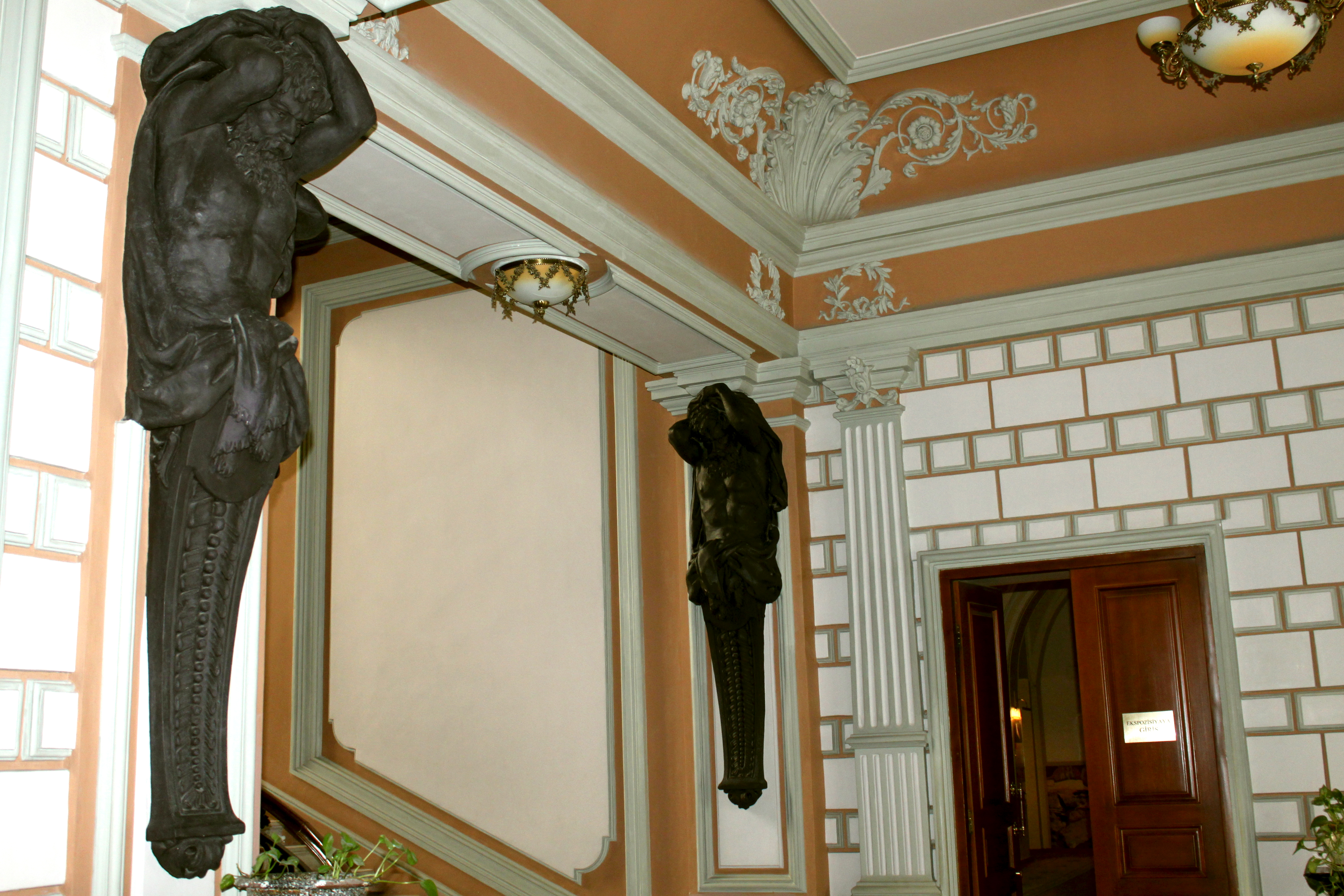
Первый этаж
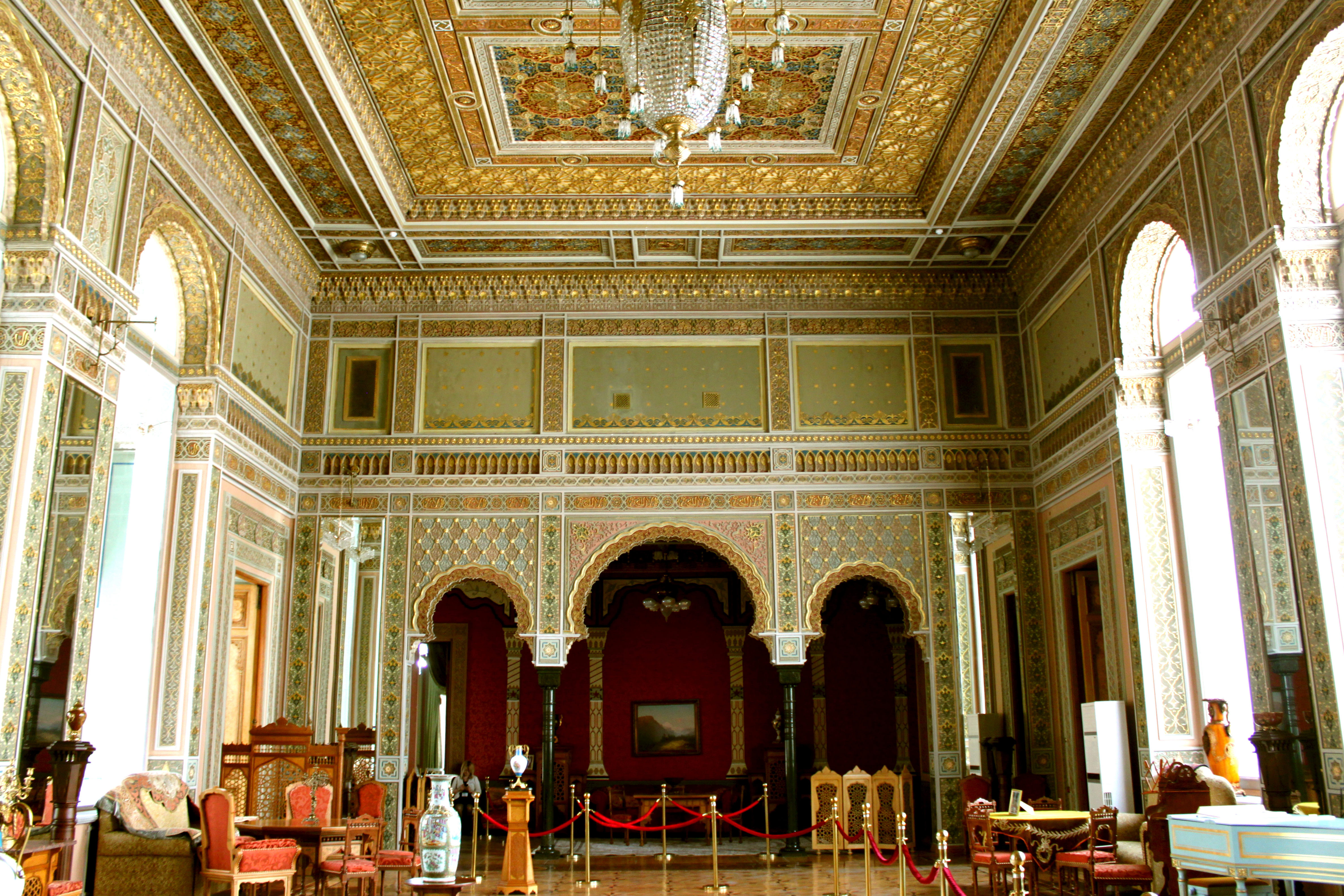
Дом Тагиева. Общий вид Восточного зала (Баку)
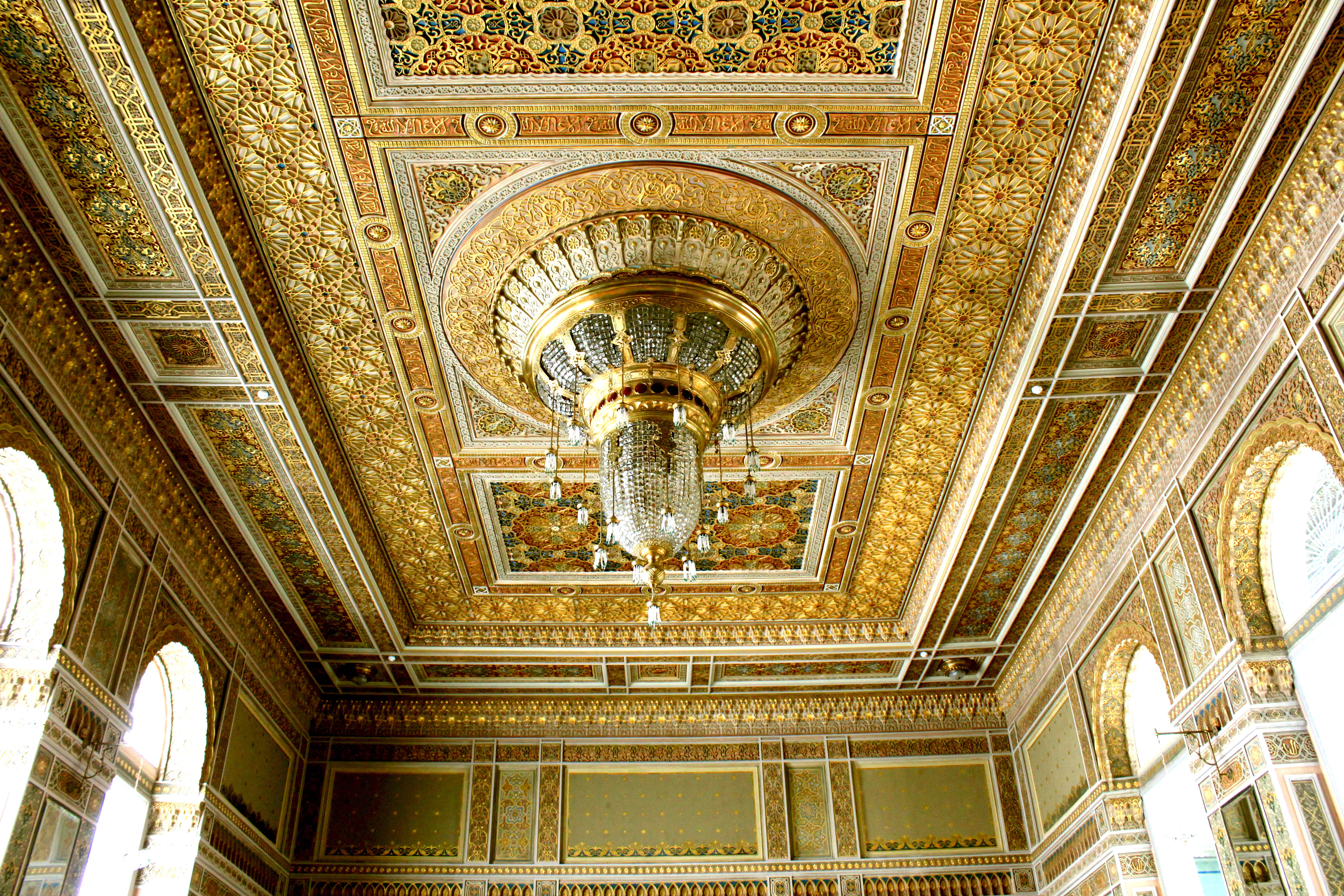
Потолок зала расписанный золотом. Золотая люстра
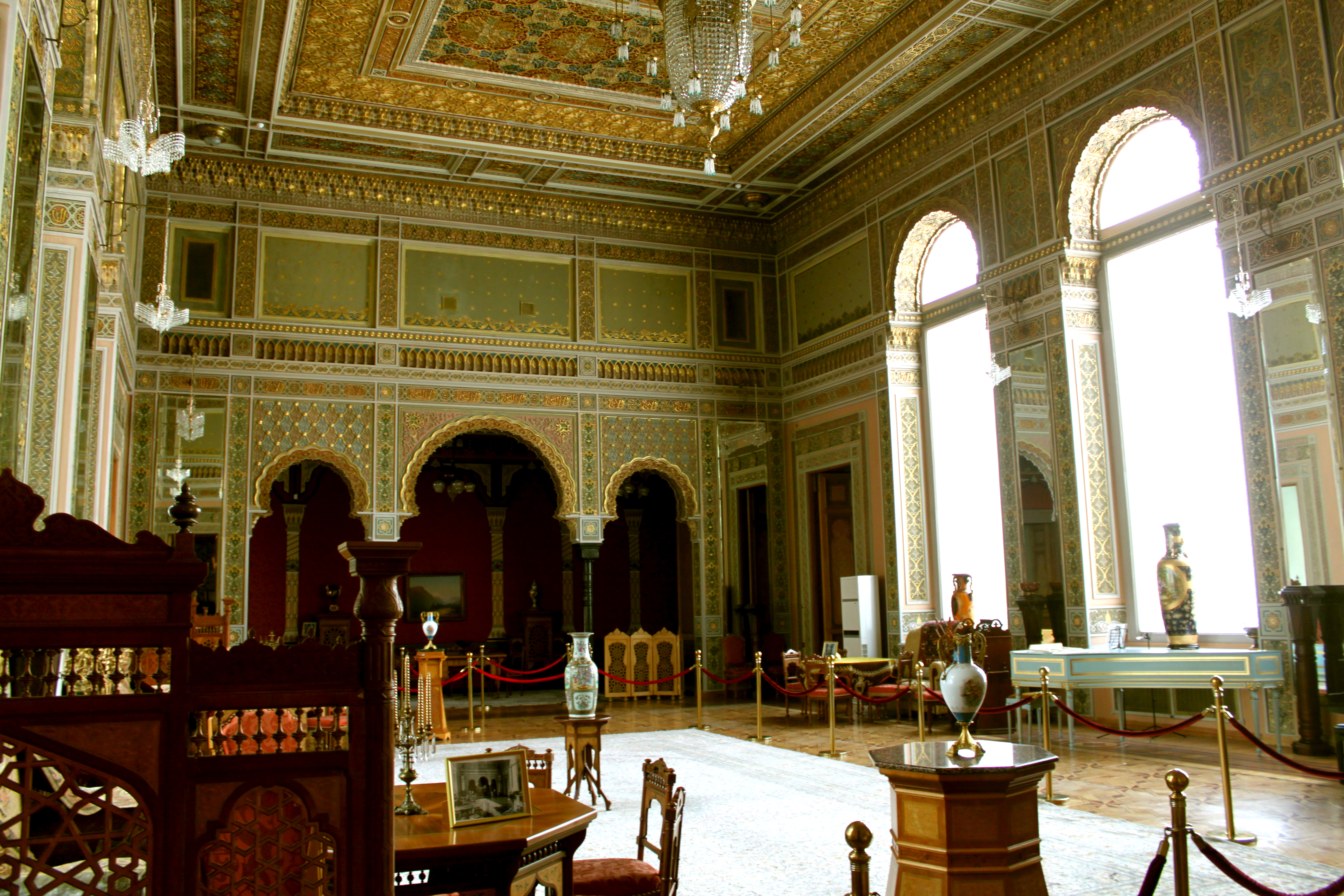
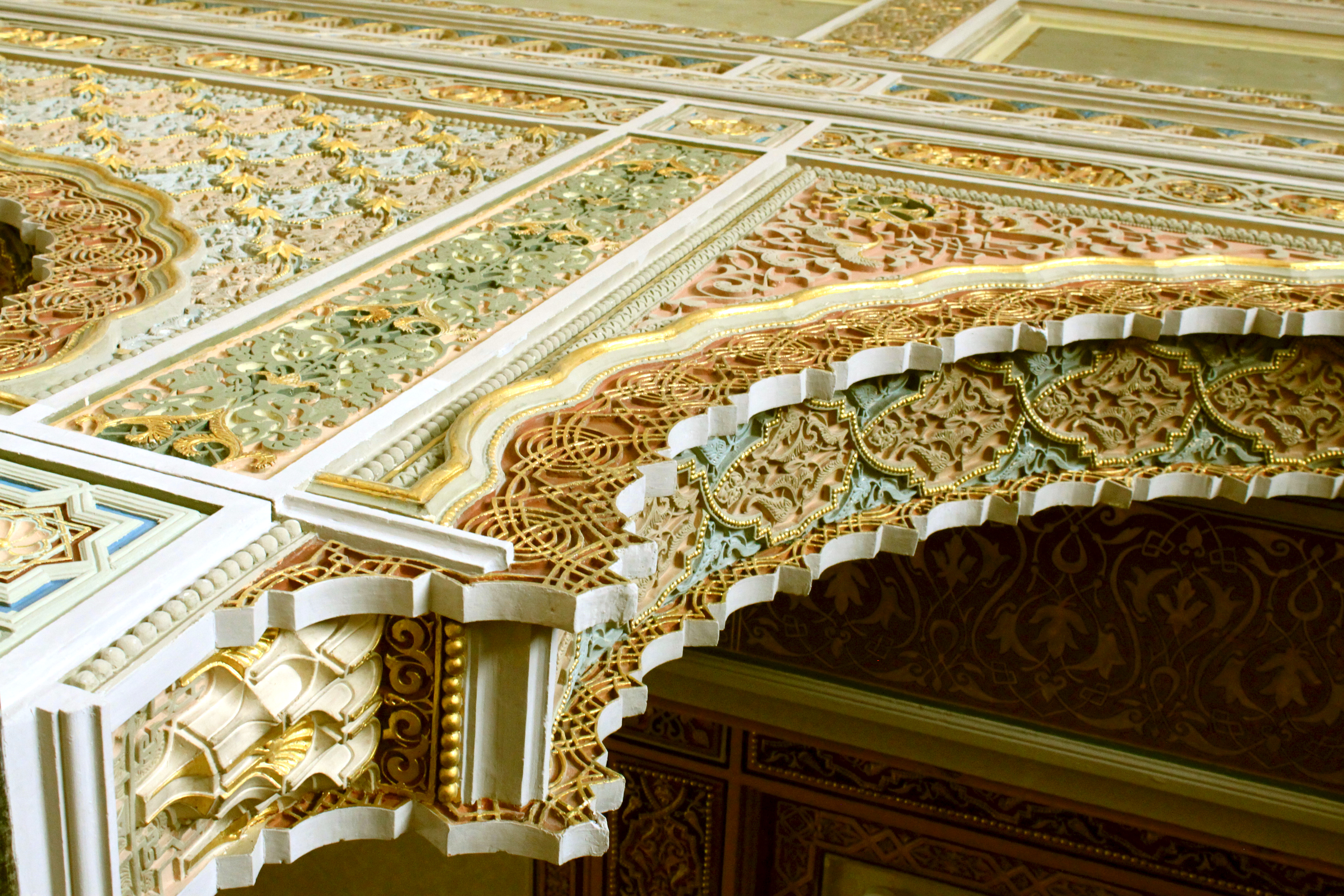
Стена восточного зала
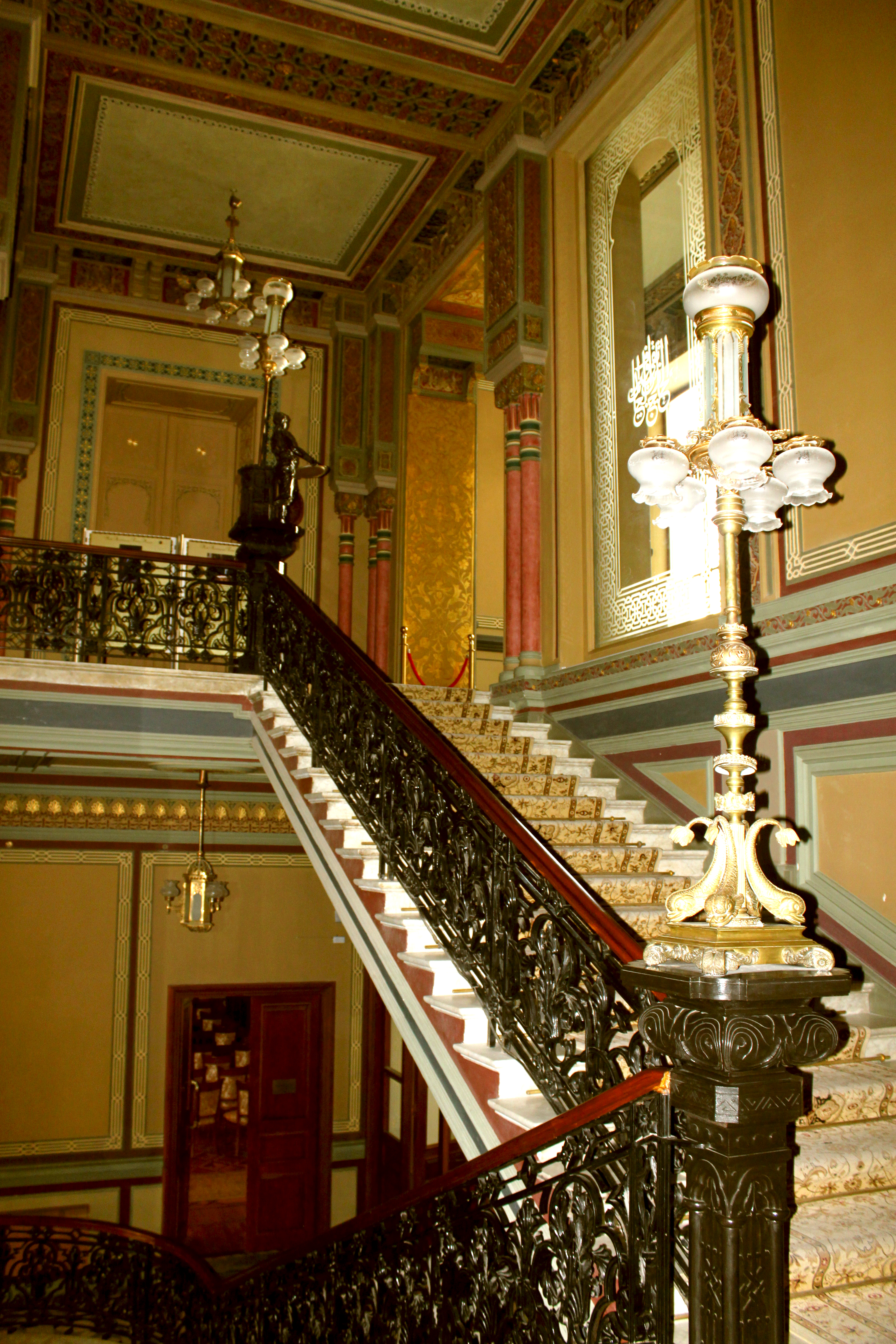
Лестница, ведущая на второй этаж, к Восточному залу.
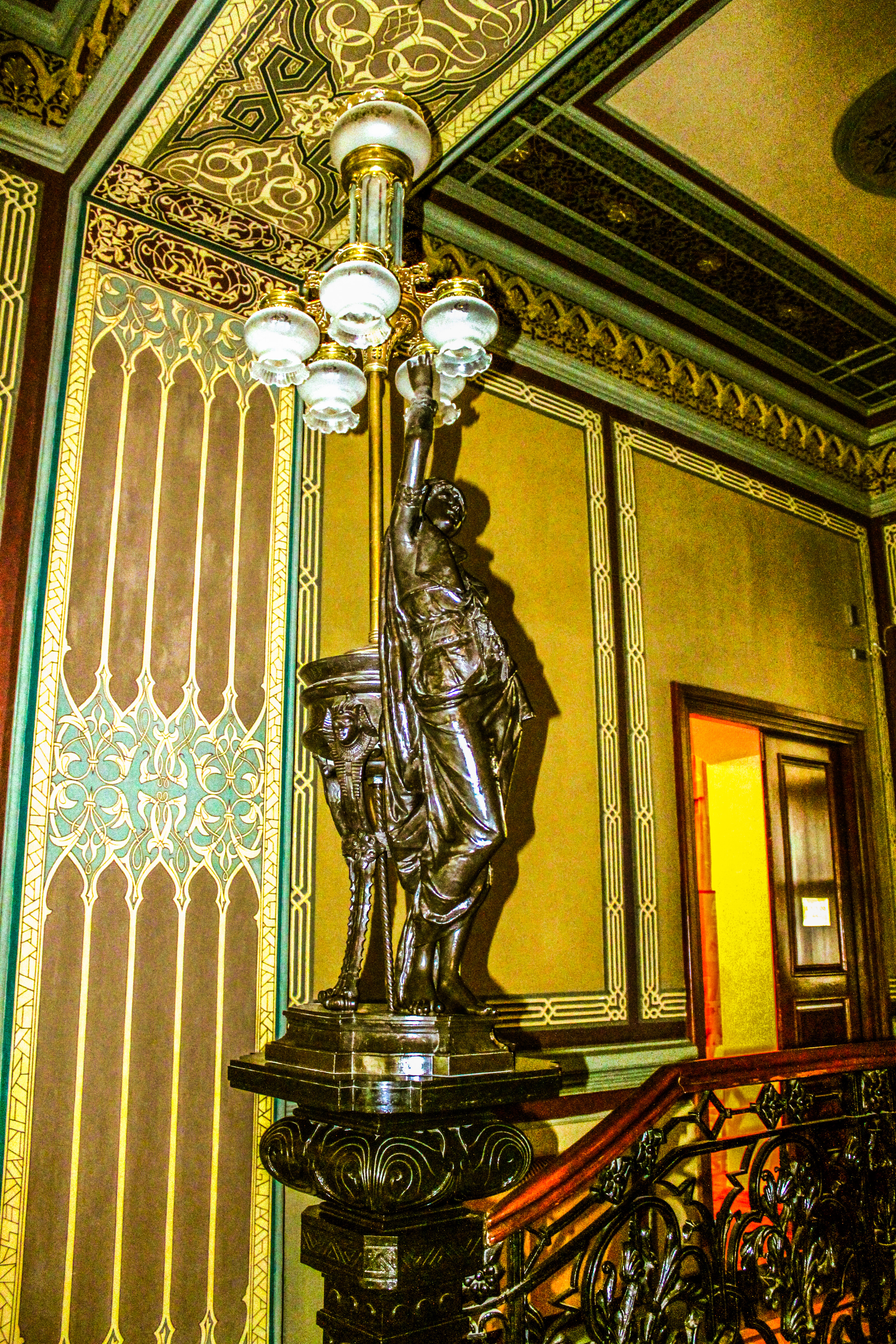
Вход в Восточный зал
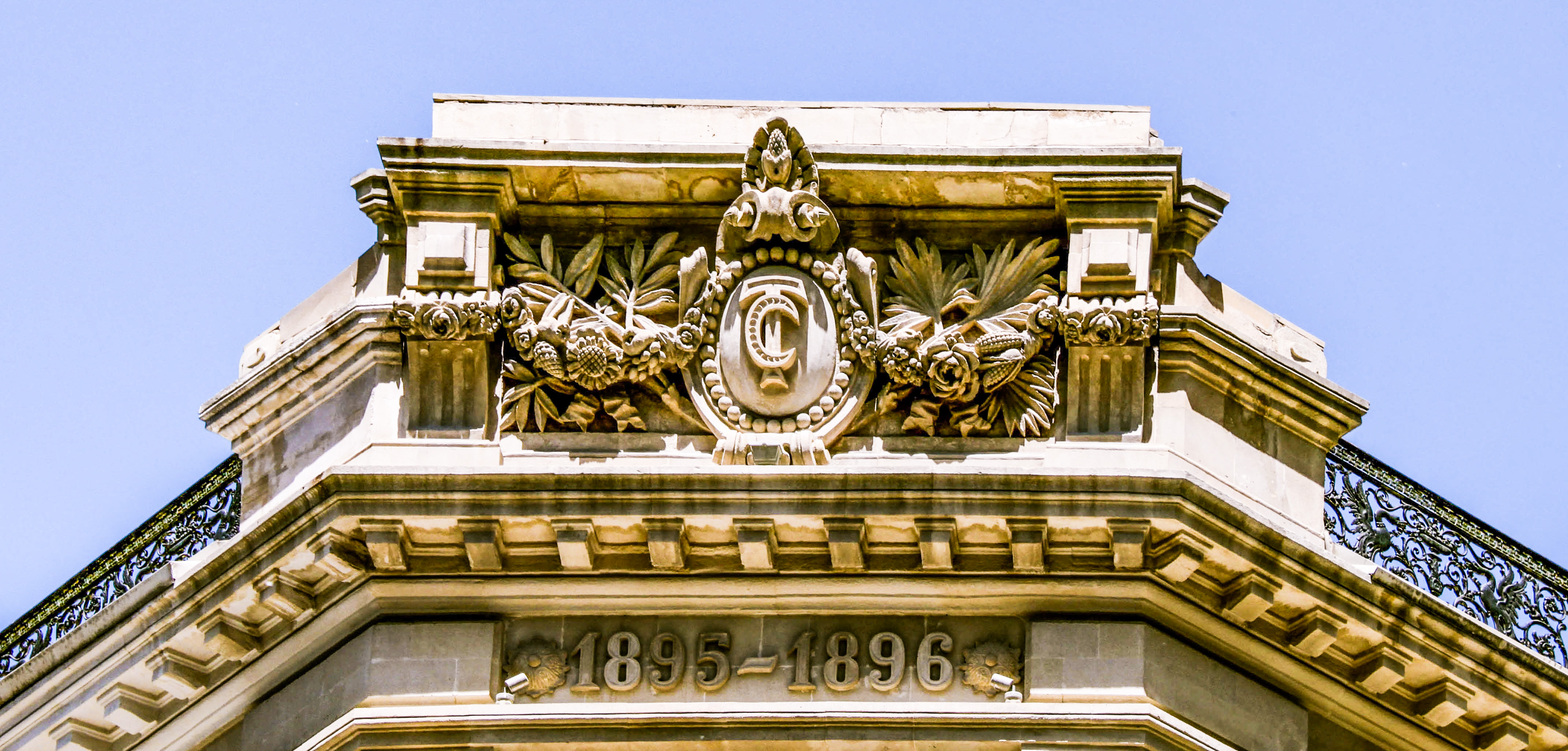
Даты строительства - 1895-1896г.г.